# Frank Wiafe Danquah
Frank Wiafe Danquah (Amszterdam, 1989. október 14. –) ghánai felmenőkkel rendelkező holland labdarúgó, csatár.

## Pályafutása
Danquah az Ajax labdarúgó-akadémiáján nevelkedett Amszterdamban, tétmérkőzésen azonban mégsem nevelőegyesülete, hanem az Almere városi FC Omniworld csapatában lépett először pályára a holland másodosztályban. Az ifjú csatárra a Newcastle United szakemberei figyeltek fel, és 2006 júliusában az észak-angliai város tartalékcsapatába szerződtették.
2007. március 1-én, a Manchester United juniorjai ellen rendezett bajnoki mérkőzésen mutatkozott be új csapatában, majd hamarosan a támadósor vezéralakja lett. A 2007–2008-as szezonban barátságos mérkőzés keretein belül pályára lépett a felnőttek között, majd az Everton elleni Premier League-mérkőzésen kispados Danquah a tartalékbajnokság gólkirálya lett. Teljesítményét Hollandiában U19-es holland válogatottbeli meghívóval, Newcastle-ben pedig kétéves profi szerződéssel ismerték el.
A felívelni látszó pályafutás ellenére egyetlen bajnoki mérkőzésen sem szerepelt a Newcastle United felnőtt csapatában, ezért a nagyobb lehetőségek reményében 2010. augusztus 5-én 2+1 éves szerződést kötött a Ferencvárossal.
Az őszi szezonban Danquah a másodosztályban játszott a Ferencváros második csapatánál, majd 2010 decemberében távozott az Üllői útról.

## Külső hivatkozások
- Adatlapja az FTC Baráti Kör oldalán
- Adatlapja a Newcastle United oldalán (angolul)